# Samuel Villalba
Samuel Ricardo Villalba González (Fray Bentos, Río Negro, Uruguay, 25 de noviembre de 1931 - Montevideo, Uruguay, 7 de noviembre de 2009) fue un médico y político uruguayo, quien se desempeñó como subsecretario (viceministro) de Salud Pública entre 1985 y 1990.

## Primeros años
Nació en Fray Bentos el 25 de noviembre de 1931.
Cursó estudios en la Facultad de Medicina de la Universidad de la República, donde se graduó como médico en diciembre de 1964.
Posteriormente realizó postgrados en Medicina Interna, Salud Pública, Administración de Servicios de Salud y Planificación para la Salud.

## Carrera profesional

### Actividad como médico
Trabajó como médico de zona en CASMU durante treinta años, entre 1965 y 1995, así como en el Hospital de Clínicas hasta 1968. 
Fue asimismo director de MUCAM.
Entre 1968 y 1970 fue médico jefe en el Centro de Salud del Cerrito de la Victoria.

### Actividad docente
Se inició en la docencia desde antes de graduarse en la Facultad de Medicina de la UDELAR, desempeñándose en la cátedra de Higiene y luego de Medicina Preventiva y Social.
Fue también profesor de Medicina Preventiva en la Escuela de Servicio Social.
Integró el Claustro de la Facultad de Medicina en 1994-1996.

## Cargos públicos
Fue Director del Hospital Pasteur entre 1970 y 1974.
Durante la gestión como Ministro de Salud Pública de Pablo Purriel (1972-1973) Villalba se desempeñó como asesor del mismo.
En enero de 1974 fue nombrado Director del Servicio de Asistencia Externa del MSP.
Posteriormente y desde el mismo año 1974 fue Director del Hospital Vilardebódurante varios años.
En agosto de 1978 fue designado Director Médico de la División Asistencia.
En diciembre de 1981 fue nombrado Director Médico del Hospital Siquiátrico (ex Musto).

## Subsecretario del Ministerio de Salud Pública
Al restablecerse la democracia luego de la dictadura cívico militar instaurada en 1973, el 1 de marzo de 1985 el nuevo presidente Julio María Sanguinetti y su ministro de Salud Pública Raúl Ugarte designaron a Villalba como subsecretario (viceministro) de dicha cartera.Tanto Ugarte como Villalba eran adherentes al Partido Nacional, pero aceptaron ocupar dichos cargos a título personal en el gabinete del colorado Sanguinetti.
Ambos se desempeñaron respectivamente como ministro y subsecretario del MSP durante los cinco años del período presidencial (1985-1990) siendo Villalba el único subsecretario de todo el gabinete en haber completado el quinquenio como tal.
Con la asunción del nuevo presidente Luis Alberto Lacalle en marzo de 1990, fueron sucedidos como ministro y subsecretario por Alfredo Solari y Julio César Maglione respectivamente.

## Director del Hospital de Clínicas
En 1992 fue designado Director del Hospital de Clínicas,cargo en el que permaneció durante cuatro años, debiendo cesar en noviembre de 1996 al cumplir los 65 años de edad.

## Otras actividades
Fue Presidente del Sub Comité de Programación y Planificación y Vicepresidente del Comité Ejecutivo de la OPS/OMS, en Washington D. C., organismo del que también fue consultor; así como presidente de delegaciones oficiales en representación de Uruguay.
Fue fundador del Colegio Uruguayo de Administradores de Servicios de Salud (CUDASS), de cuya comisión directiva fue presidente.
Fue también presidente del Club de Residentes de Río Negro.
Tuvo actividad gremial en el Sindicato Médico del Uruguay, que en 1999 le confirió la distinción sindical al mérito gremial, científico y en el ejercicio profesional.

## Vida personal. Fallecimiento
Era hijo de Juan Carlos Villalba y de Carmen González.
Contrajo matrimonio con Elvira de la Cruz Botta, con quien tuvo dos hijos, Nora Isabel y Omar Juan Carlos Villalba de la Cruz.
Samuel Villalba falleció en Montevideo el 7 de noviembre de 2009, poco antes de cumplir 78 años de edad.